# Премия Американского института киноискусства (2012)
Премия Американского института киноискусства за 2012 год.

## 10 лучших фильмов
- «Операция «Арго»»
- «Звери дикого Юга»
- «Тёмный рыцарь: Возрождение легенды»
- «Джанго освобождённый»
- «Отверженные»
- «Жизнь Пи»
- «Линкольн»
- «Королевство полной луны»
- «Мой парень — псих»
- «Цель номер один»

## 10 лучших телевизионных программ
- «Американская история ужасов: Психбольница»
- «Во все тяжкие»
- «Игра изменилась»
- «Игра престолов»
- «Девчонки»
- «Родина»
- «Луи»
- «Безумцы»
- «Американская семейка»
- «Ходячие мертвецы»